# Эрикссон, Магдалена
Магдалена Эрикссон (швед. Magdalena Eriksson; род. 8 сентября 1993, Skarpnäcks församling, Стокгольм) — шведская футболистка, защитник немецкого клуба «Бавария» и сборной Швеции. Способна выступать на позиции левой и центральной защитницы.

## Клубная карьера
Воспитанница клуба «Энскеде», по совету отца перешла в клуб «Хаммарбю». Дебютировала в 17-летнем возрасте в чемпионате Швеции матчем против «Умео». В ноябре 2011 года перешла в стан противников «Хаммарбю» — «Юргордена». За 19 игр забила один гол в 2012 году, после чего перешла в «Линчёпинг». Провела там пять лет, после чего перешла в английский «Челси».

## Карьера в сборной
В 2012 году Магдалена выиграла чемпионат Европы среди девушек не старше 19 лет. В ноябре 2013 года приглашена на учебные сборы тренером сборной Швеции Пией Сундхаге в Босён. Первый матч провела 8 февраля 2014 года в Амьене против сборной Франции (поражение 3:0), а в одном из следующих матчей получила травму колена, столкнувшись с вратарём сборной Швеции, и выбыла на три месяца. В составе сборной Швеции — серебряная медалистка Олимпийских игр в Рио-де-Жанейро.

## Достижения

### Командные
«Линчёппинг»
- Чемпионка Швеции: 2016
- Обладательница Кубка Швеции: 2013/14, 2014/15
- Финалистка Кубка Швеции: 2015/16
- Финалистка Суперкубка Швеции: 2015, 2016

«Челси»
- Чемпионка Англии: 2017/18, 2019/20, 2020/21, 2021/22, 2022/23
- Обладательница Кубка Англии: 2017/18, 2020/21, 2021/22, 2022/23
- Обладательница Кубка английской лиги: 2019/20, 2020/21
- Обладательница Суперкубка Англии: 2020
- Финалистка Лиги чемпионов УЕФА: 2020/21

«Бавария»
- Чемпионка Германии: 2023/24
- Обладательница Суперкубка Германии: 2024

Сборная Швеции
- Чемпионка Европы (до 19 лет): 2012
- Серебряный призёрка летних Олимпийских игр: 2016, 2020
- Бронзовая призёрка чемпионата мира: 2019, 2023

### Личные
- Команда сезона Лиги чемпионов УЕФА: 2020/21[14]

## Личная жизнь
Написание фамилии Магдалены на шведском — Eriksson, однако до 17 лет она полагала, что её фамилия пишется как Ericsson, поскольку так писал её отец. Вследствие этого в прессе встречается другое написание фамилии. В настоящее время Магдалена встречается с датской футболисткой Перниллой Хардер.
Предматчевый ритуал Эрикссон — слушать песню “Heroes” Дэвида Боуи.